# Olympische Winterspiele 2014/Bob – Viererbob (Männer)
Beim Viererbob der Männer bei den Olympischen Winterspielen 2014 fanden insgesamt vier Läufe statt.
Die ersten beiden Läufe wurden am 22. Februar ausgetragen. Der dritte und vierte Lauf fand einen Tag später statt. Wettkampfstätte war das Sliding Center Sanki.
Olympiasieger wurde der Bob „Lettland 1“ mit Oskars Melbārdis, Arvis Vilkaste, Daumants Dreiškens und Jānis Strenga.

## Ergebnisse
| Rang    | #  | Nation               | Athleten                                                                                    | Lauf            | Lauf     | Lauf    | Lauf    | Gesamt      | Gesamt  |
| Rang    | #  | Nation               | Athleten                                                                                    | 1               | 2        | 3       | 4       | Zeit        | Defizit |
| ------- | -- | -------------------- | ------------------------------------------------------------------------------------------- | --------------- | -------- | ------- | ------- | ----------- | ------- |
| 1       | 7  | Lettland 1           | Oskars Melbārdis Arvis Vilkaste Daumants Dreiškens Jānis Strenga                            | 55,10 s         | 55,13 s  | 55,15 s | 55,31 s | 3:40,69 min | –       |
| 2       | 2  | Vereinigte Staaten 1 | Steven Holcomb Steven Langton Curtis Tomasevicz Christopher Fogt                            | 54,89 s         | 55,47 s  | 55,30 s | 55,33 s | 3:40,99 min | +0,30 s |
| 3       | 12 | Großbritannien 1     | John Jackson Bruce Tasker Stuart Benson Joel Fearon                                         | 55,26 s         | 55,27 s  | 55,31 s | 55,26 s | 3:41,10 min | +0,41 s |
| 4       | 1  | Deutschland 1        | Maximilian Arndt Alexander Rödiger Marko Hübenbecker Martin Putze                           | 54,88 s SR / TR | 55,47 s  | 55,47 s | 55,60 s | 3:41,42 min | +0,71 s |
| 5       | 4  | Deutschland 3        | Thomas Florschütz Kevin Kuske Joshua Bluhm Christian Poser                                  | 55,06 s         | 55,42 s  | 55,50 s | 55,53 s | 3:41,51 min | +0,82 s |
| 6       | 11 | Schweiz 1            | Beat Hefti Jürg Egger Alexander Baumann Thomas Lamparter                                    | 55,21 s         | 55,34 s  | 55,60 s | 55,60 s | 3:41,75 min | +1,06 s |
| 7       | 9  | Kanada 2             | Lyndon Rush David Bissett Lascelles Brown Neville Wright                                    | 55,35 s         | 55,43 s  | 55,60 s | 55,38 s | 3:41,76 min | +1,07 s |
| 8       | 8  | Deutschland 2        | Francesco Friedrich Gregor Bermbach Jannis Bäcker Thorsten Margis                           | 55,15 s         | 55,43 s  | 55,81 s | 55,41 s | 3:41,80 min | +1,11 s |
| 9       | 14 | Niederlande 1        | Edwin van Calker Sybren Jansma Bror van der Zijde Arno Klaassen                             | 55,55 s         | 55,57 s  | 55,82 s | 55,75 s | 3:42,69 min | +2,00 s |
| 10      | 13 | Vereinigte Staaten 2 | Nick Cunningham Johnny Quinn Justin Olsen Dallas Robinson                                   | 55,61 s         | 55,48 s  | 55,97 s | 55,64 s | 3:42,70 min | +2,01 s |
| 11      | 5  | Kanada 1             | Christopher Spring James McNaughton Timothy Randall Bryan Barnett                           | 55,50 s         | 56,70 s  | 55,88 s | 55,76 s | 3:42,84 min | +2,15 s |
| 12      | 16 | Lettland 2           | Oskars Ķibermanis Helvijs Lūsis Raivis Broks Vairis Leiboms                                 | 55,68 s         | 55,52 s  | 55,97 s | 55,81 s | 3:42,98 min | +2,29 s |
| 13      | 15 | Russland 3           | Nikita Sacharow Nikolai Chrenkow Pjotr Moissejew Maxim Mokroussow                           | 55,74 s         | 55,53 s  | 55,88 s | 55,91 s | 3:43,06 min | +2,37 s |
| 14      | 19 | Tschechien 1         | Jan Vrba Dominik Dvořák Dominik Suchý Michal Vacek                                          | 55,95 s         | 55,47 s  | 55,95 s | 55,80 s | 3:43,17 min | +2,48 s |
| 15      | 22 | Frankreich 1         | Loïc Costerg Florent Ribet Romain Heinrich Elly Lefort                                      | 55,82 s         | 55,68 s  | 55,91 s | 55,77 s | 3:43,18 min | +2,49 s |
| 16      | 17 | Italien 1            | Simone Bertazzo Samuele Romanini Simone Fontana Francesco Costa                             | 55,78 s         | 55,73 s  | 56,06 s | 55,88 s | 3:43,45 min | +2,76 s |
| 17      | 18 | Großbritannien 2     | Lamin Deen Andrew Matthews John Baines Ben Simons                                           | 55,91 s         | 55,60 s  | 56,06 s | 55,95 s | 3:43,52 min | +2,83 s |
| 18      | 21 | Südkorea 1           | Won Yun-jong Jun Jung-lin Suk Young-jin Seo Young-woo                                       | 56,12 s         | 55,97 s  | 56,25 s | 55,88 s | 3:44,22 min | +3,53 s |
| 19      | 24 | Österreich 1         | Benjamin Maier Markus Sammer Stefan Withalm Angel Somov Sebastian Heufler                   | 56,25 s         | 56,11 s  | 56,27 s |         | 2:48,63 min |         |
| 20      | 23 | Australien 1         | Heath Spence Duncan Harvey Gareth Nichols Lucas Mata                                        | 56,20 s         | 56,21 s  | 56,23 s |         | 2:48,64 min |         |
| 21      | 30 | Frankreich 2         | Thibault Godefroy Vincent Ricard Jérémy Baillard Jérémie Boutherin                          | 56,37 s         | 56,27 s  | 56,35 s |         | 2:48,99 min |         |
| 22      | 25 | Rumänien 1           | Andreas Neagu Paul Muntean Florin Crăciun Dănuț Moldovan Bogdan Laurentiu Otava             | 56,25 s         | 56,16 s  | 56,62 s |         | 2:49,03 min |         |
| 23      | 28 | Slowakei 1           | Milan Jagnešák Lukáš Kožienka Petr Narovec Juraj Mokráš                                     | 56,56 s         | 56,37 s  | 56,51 s |         | 2:49,44 min |         |
| 24      | 20 | Japan 1              | Hiroshi Suzuki Shintaro Sato Toshiki Kuroiwa Hisashi Miyazaki                               | 56,41 s         | 56,42 s  | 56,63 s |         | 2:49,46 min |         |
| 25      | 29 | Südkorea 2           | Kim Dong-hyun Kim Sik Kim Kyung-hyun Oh Jea-han                                             | 56,98 s         | 56,77 s  | 56,89 s |         | 2:50,64 min |         |
| 26      | 27 | Brasilien 1          | Edson Bindilatti Edson Martins Odirlei Pessoni Fábio Gonçalves Silva                        | 56,86 s         | 56,74 s  | 57,11 s |         | 2:50,71 min |         |
| 27      | 10 | Kanada 3             | Justin Kripps Cody Sorensen** Jesse Lumsden Benjamin Coakwell** Luke Demetre Graeme Rinholm | 55,17 s         | 59,91 s* | 55,72 s |         | 2:50,80 min |         |
| DSQ***  | 26 | Polen 1              | Dawid Kupczyk Michał Kasperowicz Daniel Zalewski Paweł Mróz                                 | 56,57 s         | 56,45 s  | 56,47 s |         | 2:49,49 min |         |
| DSQ**** | 3  | Russland 1           | Alexander Subkow Dmitri Trunenkow Alexei Negodailo Alexei Wojewoda                          | 54,82 s TR      | 55,37 s  | 55,02 s | 55,39 s | 3:40,60 min |         |
| DSQ**** | 6  | Russland 2           | Alexander Kasjanow Maxim Belugin Ilwir Chusin Alexei Puschkarjow                            | 55,11 s         | 55,41 s  | 55,29 s | 55,21 s | 3:41,02 min |         |

* Der Bob Kanada 3 stürzte in Lauf 2.

** Cody Sorensen und Benjamin Coakwell wurden im dritten Lauf durch Luke Demetre and Graeme Rinholm ersetzt.

*** Nach positiver Dopingproben von Daniel Zalewski wurde der Bob Polen 1 disqualifiziert.

**** Russland 1 and Russland 2 wurden 2019 wegen positiver Dopingproben bei Alexander Subkow, Alexander Kasjanow, Alexei Puschkarjow and Ilwir Chusin disqualifiziert und bis 2020 gesperrt. Am 18. September 2019 wurden ihnen die Medaillen aberkannt.